# The Midnight
The Midnight is een Amerikaanse synthwaveband bestaande uit de in Atlanta gevestigde singer-songwriter Tyler Lyle en de in Los Angeles gevestigde Deensgeboren producer, songwriter en zanger Tim McEwan.

## Oorsprong
De band werd in 2012 gevormd als gevolg van de ontmoeting tussen Lyle en McEwan tijdens een co-writing workshop in North Hollywood, Californie.  Geïnspireerd door onder andere de soundtrack van de film Drive en het groeiende synthwavegenre rond die tijd, schreven ze twee singles, "WeMoveForward" en "Gloria", die twee jaar later in 2014 werden uitgebracht als onderdeel van hun debuut-EP getiteld Days of Thunder.

## Carrière
In 2016 bracht het duo een lp uit, getiteld Endless Summer, gevolgd in 2017 door de release van Nocturnal. Dit album stond enkele weken als bestseller op de muziekdistributiewebsite Bandcamp en bereikte in oktober 2017 de 17e plaats in de Dance/Electronic-hitlijsten van Billboard.
In 2018 werd door het duo het album Kids uitgebracht. Dit album is het eerste in een trilogie die vergelijkbare thematische elementen deelt. In 2020 werd het vervolg Monsters uitgebracht, dat inhoudelijk voortbouwt op Kids en zich thematisch richt op onderwerpen als adolescentie, intimiteit en vervreemding, benaderd vanuit het perspectief van een tiener. In 2022 verscheen Heroes, het derde en laatste deel van de zogenoemde Kids-trilogie. 
De band heeft meerdere nummers geproduceerd in samenwerking met de Nederlandse Timecop1983, een andere producer in het synthwavegenre. Een van deze samenwerkingen staat op het album Nocturnal, getiteld "River of Darkness". De andere samenwerking tussen hen staat op het album Night Drive van Timecop1983, getiteld "Static".
In 2019 verscheen McEwan in de documentairefilm The Rise of the Synths, die de oorsprong en groei van het synthwavegenre onderzocht. McEwan verscheen naast verschillende andere componisten uit de scene, waaronder John Carpenter, die ook in de film optrad en het verhaal vertelde.

## Bandleden
- Tyler Lyle - leadzang, gitaar, synthesizers (2012 - heden)
- Tim McEwan - producer, percussie, synthesizers, zang (2012 - heden)

## Touring
The Midnight heeft geregeld opgetreden in de Benelux, met optredens in de Melkweg & Paradiso in Amsterdam en Botanique in Brussel.